# Weinmannia ysabelensis
Weinmannia ysabelensis är en tvåhjärtbladig växtart som beskrevs av Perry. Weinmannia ysabelensis ingår i släktet Weinmannia och familjen Cunoniaceae. Inga underarter finns listade i Catalogue of Life.